# 대전 서구의 국회의원

## 행정구역 변천
- 1988년 1월 1일 중구 복수동·안영동·도마동·정림동·변동·용문동·탄방동·삼천동·괴정동·가장동·내동·갈마동·둔산동·월평동·원내동·교촌동·대정동·용계동·학하동·계산동·가수원동·도안동·관저동·봉명동·구암동·덕명동·원신홍동·상대동·복룡동·장대동·갑동·노은동·지족동·죽동·궁동·어은동·구성동·문지동·전민동·원촌동·신성동·가정동·도룡동·장동·방현동·화암동·덕진동·하기동에 대전시 서구 설치
- 1989년 1월 1일 서구 원내동·교촌동·대정동·용계동·학하동·계산동·봉명동·구암동·덕명동·원신흥동·상대동·복룡동·장대동·갑동·노은동·지족동·죽동·궁동·어은동·구성동·문지동·전민동·원촌동·신성동·가정동·도룡동·장동·방현동·화암동·덕진동·하기동이 신설 유성구에 편입, 대덕군 기성면을 편입하여 '대전직할시 서구'로 승격
- 1995년 1월 1일 대전광역시 서구

## 대전 서구의 역대 국회의원 일람
| 대수                 | 이름           | 소속정당     | 임기                              | 선거구역                                                                                                  |
| -------------------- | -------------- | ------------ | --------------------------------- | --- |
| 제13대               | 박충순(朴忠淳) | 신민주공화당 | 1988년 5월 30일 ~ 1992년 5월 29일 | 대전시 서구 일원                                                                                          |
| 제14대               | 이재환(李在奐) | 무소속       | 1992년 5월 30일 ~ 1996년 5월 29일 | 서구·유성구 일원                                                                                          |
| 제15대               | 이원범(李元範) | 자유민주연합 | 1996년 5월 30일 ~ 2000년 5월 29일 | 서구 갑: 복수동, 도마1동, 도마2동, 정림동, 변동, 괴정동, 가장동, 가수원동, 기성동                         |
| 제15대               | 이재선(李在善) | 자유민주연합 | 1996년 5월 30일 ~ 2000년 5월 29일 | 서구 을: 용문동, 탄방동, 삼천동, 둔산동, 갈마동, 월평1동, 월평2동                                         |
| 제16대               | 박병석(朴炳錫) | 새천년민주당 | 2000년 5월 30일 ~ 2004년 5월 29일 | 서구 갑: 복수동, 도마1동, 도마2동, 정림동, 변동, 괴정동, 가장동, 내동, 가수원동, 기성동                   |
| 제16대               | 이재선(李在善) | 자유민주연합 | 2000년 5월 30일 ~ 2004년 5월 29일 | 서구 을: 용문동, 탄방동, 삼천동, 둔산1동, 둔산2동, 갈마1동, 갈마2동, 월평1동, 월평2동, 월평3동, 만년동    |
| 제17대               | 박병석(朴炳錫) | 열린우리당   | 2004년 5월 30일 ~ 2008년 5월 29일 | 서구 갑: 복수동, 도마1동, 도마2동, 정림동, 변동, 괴정동, 가장동, 내동, 가수원동, 관저동, 기성동           |
| 제17대               | 구논회(具論會) | 열린우리당   | 2004년 5월 30일 ~ 2006년 11월 5일 | 서구 을: 용문동, 탄방동, 삼천동, 둔산1동, 둔산2동, 갈마1동, 갈마2동, 월평1동, 월평2동, 월평3동, 만년동    |
| 제17대               | 심대평(沈大平) | 국민중심당   | 2007년 4월 26일 ~ 2008년 5월 29일 | 서구 을: 용문동, 탄방동, 삼천동, 둔산1동, 둔산2동, 갈마1동, 갈마2동, 월평1동, 월평2동, 월평3동, 만년동    |
| 제18대               | 박병석(朴炳錫) | 통합민주당   | 2008년 5월 30일 ~ 2012년 5월 29일 | 서구 갑: 복수동, 도마1동, 도마2동, 정림동, 변동, 괴정동, 가장동, 내동, 가수원동, 관저1동, 관저2동, 기성동 |
| 제18대               | 이재선(李在善) | 자유선진당   | 2008년 5월 30일 ~ 2012년 5월 29일 | 서구 을: 용문동, 탄방동, 삼천동, 둔산1동, 둔산2동, 갈마1동, 갈마2동, 월평1동, 월평2동, 월평3동, 만년동    |
| 제19대 제20대 제21대 | 박병석(朴炳錫) | 민주통합당   | 2012년 5월 30일 ~ 2024년 5월 29일 | 서구 갑: 복수동, 도마1동, 도마2동, 정림동, 변동, 괴정동, 가장동, 내동, 가수원동, 관저1동, 관저2동, 기성동 |
| 제19대 제20대 제21대 | 박범계(朴範界) | 민주통합당   | 2012년 5월 30일 ~ 2024년 5월 29일 | 서구 을: 용문동, 탄방동, 둔산1동, 둔산2동, 둔산3동, 갈마1동, 갈마2동, 월평1동, 월평2동, 월평3동, 만년동   |
| 제22대               | 장종태(張鍾泰) | 더불어민주당 | 2024년 5월 30일 ~ 현재            | 서구 갑: 복수동, 도마1동, 도마2동, 정림동, 변동, 괴정동, 가장동, 내동, 가수원동, 관저1동, 관저2동, 기성동 |
| 제22대               | 박범계(朴範界) | 더불어민주당 | 2024년 5월 30일 ~ 현재            | 서구 을: 용문동, 탄방동, 둔산1동, 둔산2동, 둔산3동, 갈마1동, 갈마2동, 월평1동, 월평2동, 월평3동, 만년동   |

## 같이 보기
- 대전 동구의 국회의원
- 대전 중구의 국회의원
- 대전 유성구의 국회의원
- 대전 대덕구의 국회의원
- 서구·유성구
- 서구 갑 (대전)
- 서구 을 (대전)